# Lieja-Bastoña-Lieja 1967
La Lieja-Bastogne-Lieja 1967 fue la 53.ª edición de la clásica ciclista Lieja-Bastoña-Lieja. La carrera se disputó el domingo 1 de mayo de 1967, sobre un recorrido de 256 km. El vencedor final fue el belga Walter Godefroot (Flandria-De Clerck) que consiguió el triunfo imponiéndose al sprint a los también belgas Eddy Merckx (Peugeot-Michelin-BP) y  Willy Monty (Pelforth-Sauvage-Lejeune), segundo y tercero respectivamente. 

## Clasificación final
| Posición | Ciclista             | Equipo                   | Tiempo   |
| -------- | -------------------- | ------------------------ | -------- |
| 1        | Walter Godefroot     | Flandria-De Clerck       | 7h02'00" |
| 2        | Eddy Merckx          | Peugeot-Michelin-BP      | s.t.     |
| 3        | Willy Monty          | Pelforth-Sauvage-Lejeune | a 10"    |
| 4        | Georges Vandenberghe | Romeo-Smiths             | a 3'10"  |
| 5        | Vittorio Adorni      | Salamini-Luxor TV        | a 3'25"  |
| 6        | Flaviano Vicentini   | Italia                   | a 3'40"  |
| 7        | Roger Rosiers        | Dr. Mann-Grundig         | s.t.     |
| 8        | Herman Van Springel  | Dr. Mann-Grundig         | s.t.     |
| 9        | Ferdinand Bracke     | Peugeot-Michelin-BP      | a 5'00"  |
| 10       | Franco Bitossi       | Filotex                  | a 5'30"  |